# 奥恩诺曼底地区巴尼奥勒
奥恩诺曼底地区巴尼奥勒（法語：Bagnoles de l'Orne Normandie）是法国奥恩省的一个市镇，位于该省西南部，属于阿朗松区。该市镇总面积15.7平方公里，2014年时的人口为2704人。

## 历史
奥恩诺曼底地区巴尼奥勒成立于2016年1月1日，由巴尼奥勒-德洛讷和圣米歇尔德桑代讷两个市镇合并而成，其中前者为政府驻地。